# Cola clavata
Cola clavata es una especie de árbol perteneciente a la familia de las malváceas.   Es  endémica de Mozambique.

## Descripción
Es un árbol de gran tamaño con la corteza de color gris ceniciento. Tiene estípulas delgadas. Con pecíolo cilíndrico, de 2-3 cm de longitud, engrosado en el ápice. Las hojas son subcoriáceas, glabras, oblongas obtusas, o elípticas, disminuyendo en la base. Las flores solitarias se producen en inflorescencias axilares. Las semillas son oblongas, de color amarillo, brillantes y membranosas.